# Ділянка незайманого лісу
Ділянка незайманого лісу — пам'ятка природи, втрачений об'єкт природно-заповідного фонду України.

## Створення
«Ділянка незайманого лісу» оголошена рішенням виконкому Івано-Франківської ради депутатів трудящих № 265 від 7 липня 1972 року. Точне місце розташування у рішенні про створення не зазначене.

## Характеристика
Площа — 4 га. 
Об'єкт на момент створення був представлений деревостаном природного походження, віком 130 років.

## Скасування
Станом на 1 січня 2016 року об'єкт не міститься в офіційних переліках територій та об'єктів природно-заповідного фонду, оприлюднених на Єдиному державному вебпорталі відкритих даних [Архівовано 4 травня 2016 у Wayback Machine.]. Але і в Міністерстві екології та природних ресурсів України, і в Департаменті екології та природних ресурсів Івано-Франківської обласної державної адміністрації відсутня інформація про те, коли і яким саме рішенням скасовано цей об'єкт. Отже, причина та дата скасування на сьогодні не відома.